# Вепхвадзе, Иван Алексеевич
Иван Алексеевич Вепхвадзе (груз. ივანე ალექსის ძე ვეფხვაძე; 25 января 1888, Тифлис — 13 января 1971, Тбилиси) — грузинский, советский живописец, заслуженный деятель искусств Грузинской ССР (приказ 24 февраля 1941 года № 338), народный художник Грузинской ССР (1966), награждён орденом Трудового Красного знамени, член СХ СССР.

## Биография
Родился 25 января 1888 г., в семье мелкого торговца.
С детства испытал тяготы и лишения, но всегда стремился к рисованию и родители всячески способствовали тому, чтобы мальчик выучился рисованию. Вначале занимался у художников-самоучек: Григорьянца, Зазиашвили. После чего начинает самостоятельную творческую работу, пишет киноплакаты.
В 1924 году Гиго Габашвили обращает внимание на талантливо исполненные киноплакаты, разыскивает художника и определяет в Академию художеств. Там Иван Вепхвадзе проучился до 1927 года.
В 1929 году им оформлено Зоологическое отделение Гос. Музея Грузии.
Писал портреты, городские пейзажи и жанровые картины
Работал в жанре портрета и историко-революционном жанре в советское время.
Учился в Тифлисской Академии художеств (1924—1927) у Г. Н. Габашвили.
Создал произведения, посвящённые истории СССР. Он работал в жанре портрета, пейзажа, жанровой картины и киноплаката.
Автор книги «Воспоминания и портреты». Книга написана на грузинском языке и описывает детские и юношеские годы до 1914 года. Там же он описывает своих современников — художников.
Скончался 13 января 1971 года.
Похоронен в Дидубийском пантеоне писателей и общественных деятелей.

## Семья
Сын Алексей Иванович Вепхвадзе
Внук Джованни (Иван) Алексеевич Вепхвадзе
Правнуки Доменика и Бруно Вепхвадзе, оба художники

## Выставочная деятельность
Иван Вепхвадзе — постоянный участник республиканских и всесоюзных выставок. Участвовал в выставках с 1927 года. Член «Общества грузинских художников» 1924—1927; «Ассоциация художников революции (РЕВМАС)» с 1929 (сооснователь).
Важные выставки:
- «Индустрия социализма», Москва, 1939;
- «Всесоюзная художественная выставка», Москва, 1950.

Для грузинского павильона Всесоюзной сельскохозяйственной выставки в Москве 1939 г. была написана большая композиция: «Первомайская демонстрация в 1901 году». Был награждён грамотой и красным патефоном (патефон имеется в наличии у потомков художника, рассказ Джованни Вепхвадзе «Красный патефон» Архивная копия от 15 ноября 2017 на Wayback Machine)

## Награды
- Заслуженный деятель искусств Грузинской ССР — приказ 24 февраля 1941 года № 338 (фото)
- Народный художник Грузинской ССР (1966)
- Орден Трудового Красного Знамени — 15 апреля 1941 года (книжка -орден)
- Медаль «За оборону Кавказа» — 28 ноября 1945 года (удостоверение и медаль)
- Медаль «За доблестный труд в Великой Отечественной войне» — 24 февраля 1946 (книжка-медаль)
- Орден «Знак Почёта» — 17 апреля 1958[2]
- Нагрудный значком «Отличник культурного шефства над вооружёнными силами СССР» — 1 апреля 1965 (книжка-значок)

## Публикации
- Вепхвадзе Иван. Буклет. Серия «Художники Грузии», Тбилиси,1958
- «В мастерской художников Вепхвадзе — отца и сына». — газета «Вечерний Тбилиси», 1966, 16 апреля
- Каталог выставки картин заслуженного деятеля искусств Груз. ССР художника И.Вепхвадзе. Тбилиси, 1948. На груз. яз.
- Каталог картин заслуженного деятеля искусств Груз. ССР Ивана Алексеевича
- Вепхвадзе. Союз художников Груз. ССР. Художественный фонд Груз. ССР. Вступительная статья И.Урушадзе. Тбилиси, 1964. На груз. и русск. яз.
- Канделаки Г. Многие годы — тема единая. — «Советская культура», 1969, 22 апреля.
- Квасхвадзе Ш. Путь художника. — «Литературули газети», Тбилиси, 1964. 22 мая. На груз. яз.
- Меликишвили Н. Путь художника. — «Вечерний Тбилиси», 1968, 10 февраля
- Портной С. Велика наша любовь. — «Вечерний Тбилиси», 1969, 3 марта.
- Элиашвили Н. На выставке художника И.Вепхвадзе. — «Ахалгазрда комунисти», Тб., 1964, 12 мая. На груз. яз.